# Hawker Siddeley Trident
Hawker Siddeley HS-121 Trident − trójsilnikowy samolot pasażerski krótkiego i średniego zasięgu, produkowany przez brytyjską firmą Hawker Siddeley. Został zaprojektowany według wymogów  British European Airways. Samolot został oblatany w roku 1962, by dwa lata później wejść do regularnej służby w liniach lotniczych.

## Historia
Pierwotnie samolot projektowała firma De Havilland, produkcją i dokończeniem projektu zajęła się jednak wytwórnia lotnicza Hawker Siddeley po połączaniu się obydwu firm w 1959 roku. Początkowo ogon maszyny miał zostać zbudowany na planie krzyża - podobnie jak w Sud Aviation Caravelle - konstruktorzy zastosowali jednak usterzenie tylne w układzie T oraz przenieśli silniki maszyny na tył. Takie rozwiązanie pozwoliło na zaprojektowanie skrzydła przystosowanego do osiągania dużych prędkości, dzięki czemu samolot okazał się jednym z najszybszych komercjalnych samolotów poddźwiękowych. Pierwszy lot odbył się w roku 1962, regularna służba w liniach lotniczych trwała od 1964 roku.
Konstrukcja nie odniosła zbyt dużego sukcesu - wyprodukowano 117 egzemplarzy. 
Linia lotnicza British Airways powstała z British European Airways (BEA) i British Overseas Airways Corporation (BOAC) zakończyła eksploatacje posiadanych samolotów Trident na początku lat 80., w innych liniach służyły one do połowy lat 90.
Samolot od wersji 2E posiadał zaawansowaną awionikę pozwalająca na automatyczne lądowanie nawet w trudnych warunkach pogodowych, co zwiększyło terminowość lotów tej maszyny. Innym ważnym urządzeniem był rejestrator parametrów lotu - Trident był pierwszym samolotem wyposażonym w niego fabrycznie - zamontowany rejestrator zapisywał w postaci cyfrowej 13 zmiennych, dane przechowywane były na taśmie.

### Wersje
- Trident 1C - wersja podstawowa dla British European Airways, wyprodukowano 24 egzemplarze.
- Trident 1E - wersja ze zwiększoną liczbą miejsc pasażerskich i nowszymi silnikami, powstało 15 sztuk.
- Trident 2E - wersja z automatycznym systemem lądowania, mocniejszymi silnikami oraz większą wagą własną jak i startową, wyprodukowano 50 sztuk, oblatana 27 lipca 1967 r.[3]
- Trident 3B - wersja dla 180 pasażerów, wydłużona o 5 metrów. Jej zasięg wynosił 2750 km, najmniej ze wszystkich serii. Powstało 26 sztuk.
- Super Trident 3B - wersja o zwiększonym zasięgu, powstały tylko dwa egzemplarze.

### Wypadki
Samoloty Hawker Siddeley Trident uczestniczyły w 19 wypadkach, z czego 17 zakończyło się całkowitym zniszczeniem maszyny.  
- Katastrofa lotu British European Airways 548 - 18 czerwca 1972 Trident wkrótce po starcie z Heathrow runął na ziemię w wyniku błędów załogi. Wszystkie 118 osób na pokładzie zginęło.
- Katastrofa lotnicza nad Zagrzebiem - 10 września 1976 doszło do zderzenia się dwóch samolotów - Hawker Siddeley Trident 3B z 113 osobami na pokładzie oraz McDonnell Douglas DC-9 z 63 osobami na pokładzie, wszyscy ponieśli śmierć. Przyczyną katastrofy był błąd kontrolera lotów.

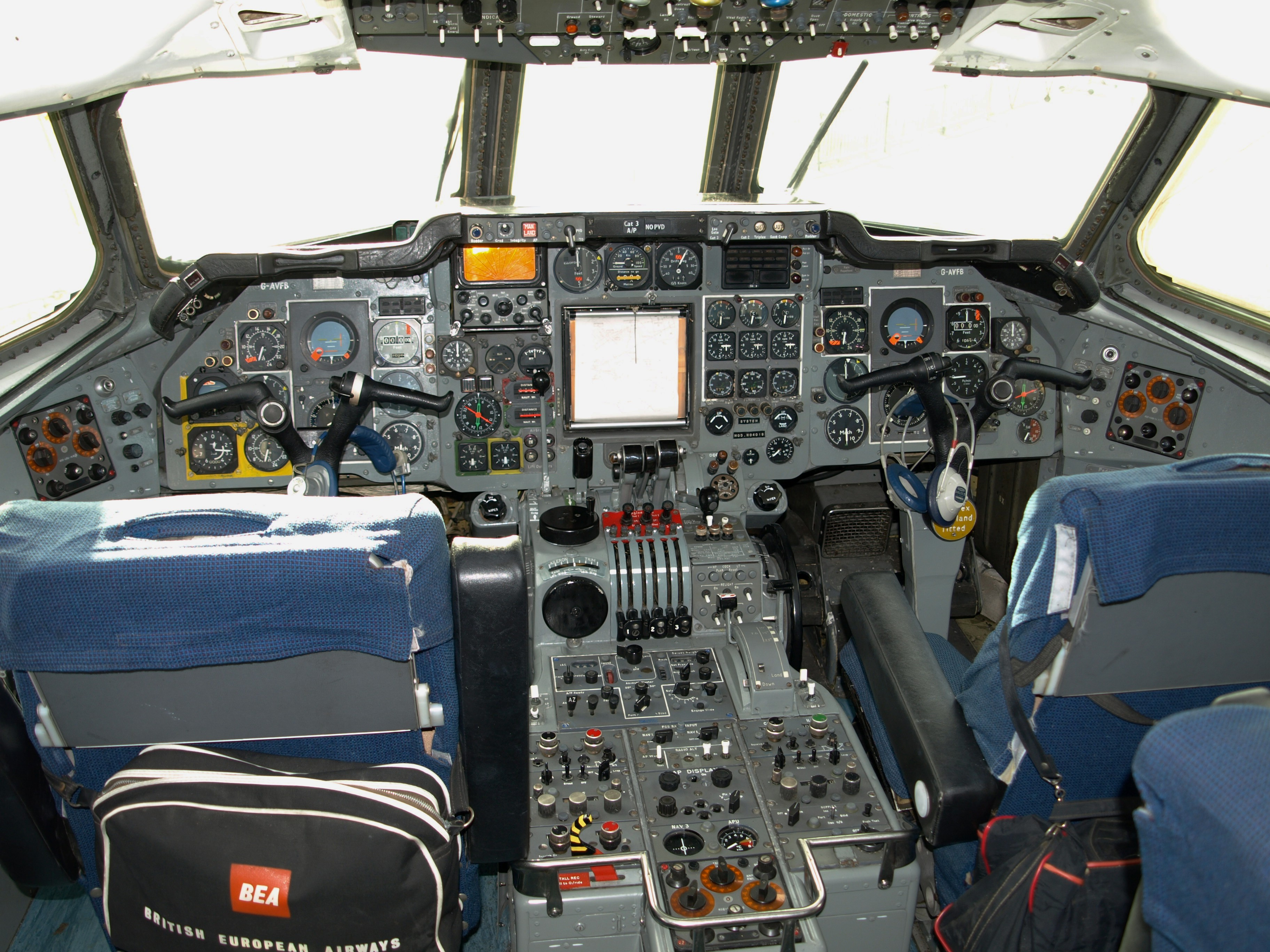
Kokpit samolotu HS-121 Trident

## Podobne samoloty
- Boeing 727
- Tupolew Tu-154